# Benito Soliven (politicus)
Benito Soliven (Santo Domingo, 20 maart 1898 — Capas, 10 januari 1943) was een Filipijns politicus.

## Biografie
Benito Soliven werd geboren op 20 maart 1898 in Santo Domingo in de Filipijnse provincie Ilocos Sur. Na het voltooien van zijn middelbareschoolopleiding en het behalen van een bachelor of arts-diploma aan het Colegio de la Inmaculada Concepcion in Vigan, studeerde hij vanaf 1917 rechten aan de University of the Philippines. In 1921 voltooide hij er zijn bachelor-opleiding. In september van dat jaar slaagde hij bovendien voor het toelatingsexamen (bar exam) van de Filipijnse balie. 
Bij de verkiezingen van 1928 werd Soliven namens het 1e kiesdistrict van Ilocos Sur voor drie jaar gekozen in het Filipijns Huis van Afgevaardigden. In 1935 werd hij namens hetzelfde kiesdistrict gekozen in de Nationale Assemblee van de Filipijnen. Vier jaar later werd hij herkozen. Deze tweede termijn eindigde in 1941 toen de Grondwet werd geamendeerd en de Nationale Assemblee werd vervangen door het Filipijns Congres, bestaande uit twee kamers. 
Na de uitbraak van de Tweede Wereldoorlog en de inval van de Japanners in 1942 diende Soliven tijdens de Slag om Bataan. Hij overleefde de dodenmars van Bataan en zat daarna gevangen in Camp O'Donnell, het eindpunt van de mars. Op 17 juli 1942 werd hij vrijgelaten, maar kort na zijn vrijlating kreeg Soliven malaria waaraan hij uiteindelijk op 10 januari 1943 overleed. Hij was getrouwd met Pelagia Villaflor en kreeg met haar tien kinderen. Hun oudste kind was Max Soliven, journalist en krantenuitgever.
De gemeente Benito Soliven in de provincie Isabela is naar Soliven vernoemd.